# Odontomyia novaeguineensis
Odontomyia novaeguineensis är en tvåvingeart som först beskrevs av Lindner 1957.  Odontomyia novaeguineensis ingår i släktet Odontomyia och familjen vapenflugor. Inga underarter finns listade i Catalogue of Life.